# Eddy Treijtel
Eduard Treijtel, noto come Eddy Treijtel o Eddy Treytel (Rotterdam, 28 maggio 1946), è un ex calciatore olandese, di ruolo portiere.

## Carriera
Vinse con il Feyenoord la Coppa dei Campioni nel 1970, a cui seguì poi la Coppa Intercontinentale. Nel suo palmarès figurano anche quattro campionati olandesi (1969, 1971, 1974 con il Feyenoord; 1981 con l'AZ) ed una Coppa UEFA (1974).

## Curiosità
Un aneddoto noto racconta che, il 15 novembre 1970, durante la partita Sparta-Feyenoord, con un calcio di  rinvio molto alto Treijtel colpì un gabbiano, che cadde morto sul campo. In seguito, sia Sparta che Feyenoord sostengono che il gabbiano imbalsamato sia esposto nel loro museo del club.

## Palmarès

### Competizioni nazionali
- Campionato olandese: 4

Feyenoord: 1968-1969, 1970-1971, 1973-1974
AZ: 1980-1981
- Coppa dei Paesi Bassi: 3

Feyenoord: 1968-1969
AZ: 1980-1981, 1981-1982

### Competizioni internazionali
- Coppa dei Campioni: 1

Feyenoord: 1969-1970
- Coppa UEFA: 1

Feyenoord: 1973-1974
- Coppa Intercontinentale: 1

Feyenoord: 1970